# Venomous Rat Regeneration Vendor
Albums de Rob Zombie
Hellbilly Deluxe 2
(2010) The Electric Warlock Acid Witch Satanic Orgy Celebration Dispenser
(2016)
Venomous Rat Regeneration Vendor est le cinquième album studio de l'ex-chanteur de White Zombie Rob Zombie. L'album est sorti le 23 avril 2013, quatre jours après la sortie du film The Lords of Salem. La liste des morceaux a été confirmée sur la page Facebook de Zombie le 22 février. C'est le premier album de Rob Zombie avec le batteur Ginger Fish qui, avec John 5, était membre de Marilyn Manson. Un clip pour le premier single de l'album "Dead City Radio and the New Gods of Supertown" est sorti le 8 avril 2013.

## Ventes et accueil
Venomous Rat Regeneration Vendor a vendu 34.000 exemplaires aux États-Unis dans sa première semaine de sortie, au n°7 sur le Billboard sur 200 albums.

## Liste des chansons
Toutes les chansons écrites par Rob Zombie et John 5, à moins d'indication contraire
| 1.    | Teenage Nosferatu Pussy                            | 4:34 |
| 2.    | Dead City Radio and the New Gods of Supertown      | 3:28 |
| 3.    | Revelation Revolution                              | 3:10 |
| 4.    | Theme for the Rat Vendor (Instrumental)            | 1:02 |
| 5.    | Ging Gang Gong De Do Gong De Laga Raga             | 3:19 |
| 6.    | Rock and Roll (In a Black Hole)                    | 4:14 |
| 7.    | Behold, the Pretty Filthy Creatures!               | 2:55 |
| 8.    | White Trash Freaks                                 | 3:12 |
| 9.    | We're An American Band (Grand Funk Railroad cover) | 3:30 |
| 10.   | Lucifer Rising                                     | 3:19 |
| 11.   | The Girl Who Loved The Monsters                    | 3:57 |
| 12.   | Trade in Your Guns for a Coffin                    | 2:11 |
| 38:45 |                                                    |      |

## Personnel
- Rob Zombie – vocal
- John 5 – guitare électrique
- Piggy D. – guitare basse
- Ginger Fish – batterie, percussions
- Bob Marlette - Clavier
- Josh Freese - Batterie additional